# Aquaculture Research
Aquaculture Research é um jornal acadêmico revisado por pares sobre ciência da pesca e aquicultura publicado pela John Wiley & Sons desde 1970. O periódico é resumido e indexado no Science Citation Index, Scopus, AGRICOLA, Biosis, Food Science & Technology Abstracts, Academic Search Premier e Geobase . De acordo com o Journal Citation Reports, o periódico teve um fator de impacto de 1,376 em 2014, classificando-o em 25º entre 52 periódicos na categoria "Pesca". Começando como Fisheries Management em 1970, o jornal mudou os nomes em 1985 para Aquaculture and Fisheries Management e para Aquaculture Research em 1995.